# Chiesa di San Pietro Somaldi
La chiesa di San Pietro Somaldi è una chiesa di Lucca che si trova nella piazza omonima.
Fondata nell'VIII secolo da Summal (da cui il nome) e donata dal re Astolfo al pittore Auriperto, fu ricostruita alla fine del XII secolo. L'abside in laterizio è del XIV secolo. A tre navate su pilastri, in pietra arenaria con rade listature bianche, venne completata nella parte superiore della facciata, con struttura a vela, da un loggiato cieco, collocabile, sulla base della decorazione dei capitelli, nella seconda metà del Duecento. Il portale centrale è sormontato da un architrave con La consegna delle chiavi a Pietro riferibile a Guido Bigarelli da Como, datato 1238. A parte due tavole, uniche superstiti della dotazione quattro-cinquecentesca, l'arredo è costituito da dipinti seicenteschi e da alcune interessanti opere ottocentesche.

## Altre immagini

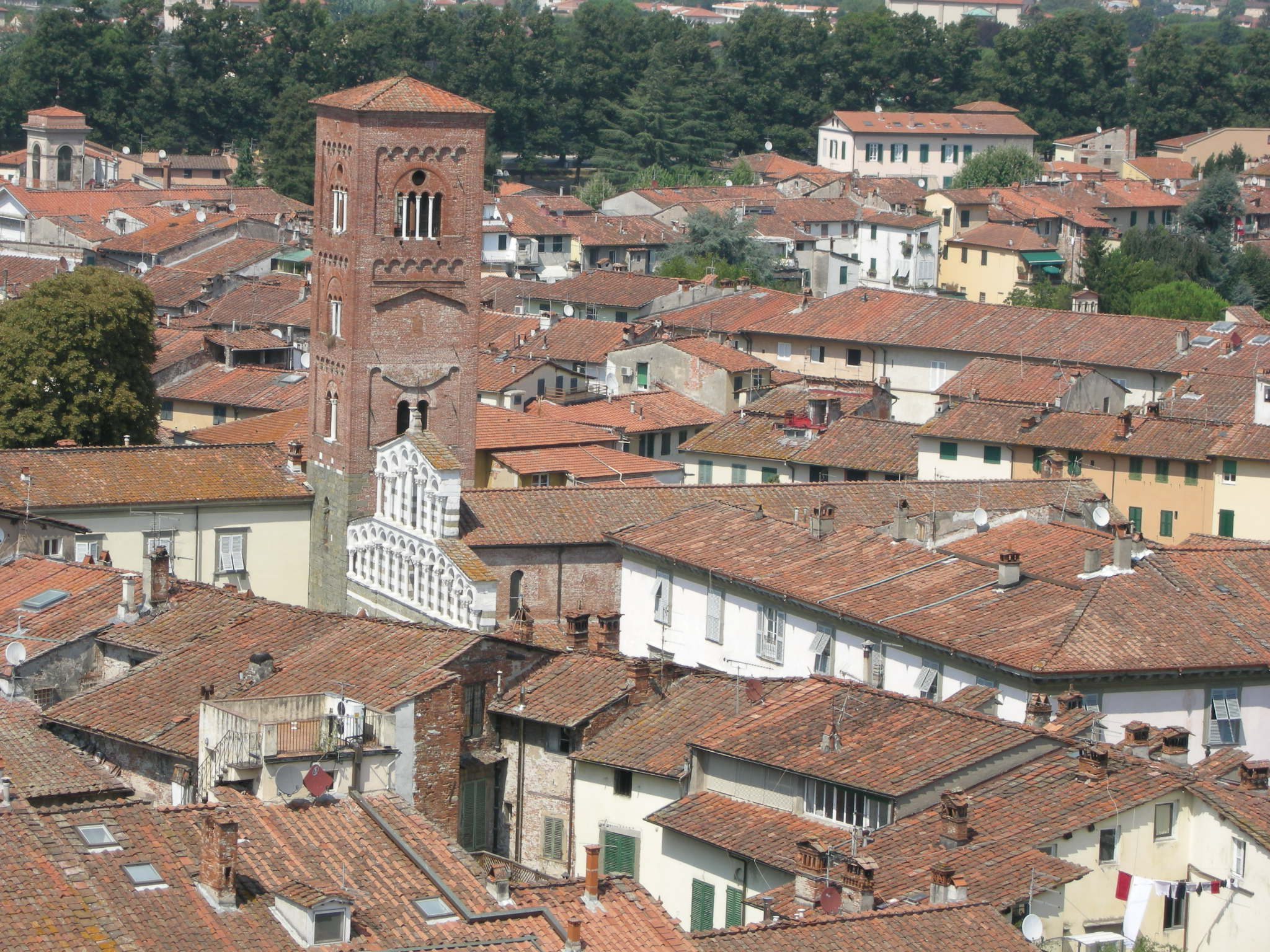
Veduta
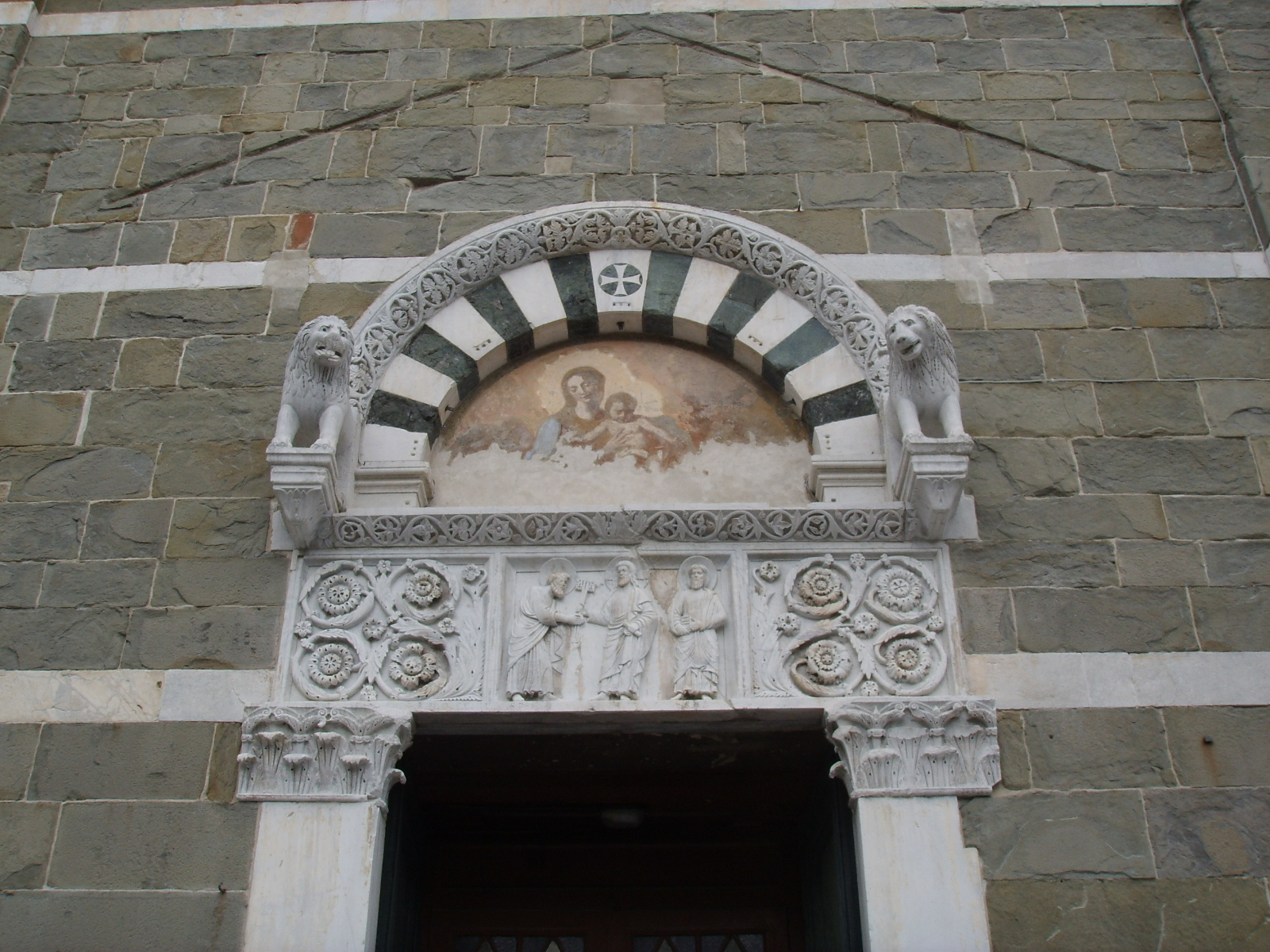
Il portale
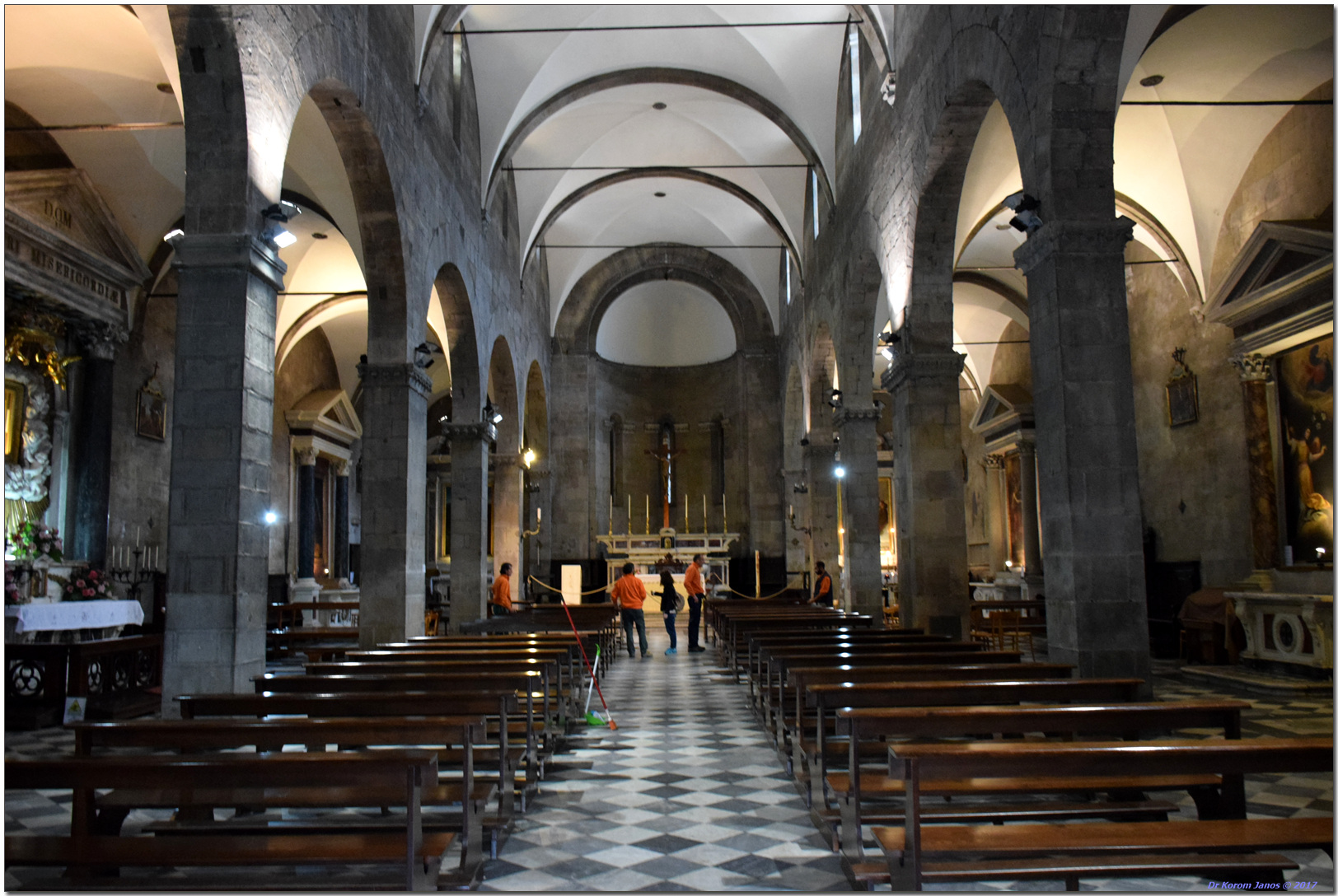
L'interno